# Sant'Emerenziana
Emerenziana (... – Roma, 304 circa) fu una vergine e martire cristiana, vissuta tra la fine del III secolo e l'inizio del IV secolo e ricordata come sorella di sant'Agnese. Venerata santa da tutte le chiese cristiane, spesso viene rappresentata come una giovane fanciulla con delle pietre sul suo grembo, o reggente una palma o un giglio.

## Agiografia
Le poche notizie biografiche sul conto di Emerenziana si devono in gran parte ad un racconto agiografico della passio latina di sant'Agnese, opera di un ignoto autore del V secolo, che narra le vicende successive alla morte della santa.
Secondo questo racconto, Emerenziana era una giovinetta avente la stessa età di Agnese, di cui era "sorella di latte", il che non farebbe comunque pensare ad un vero e proprio legame parentale con la santa. Attestando che la morte di Agnese si collochi all'incirca nel 304, la nascita di Emerenziana sarebbe dunque da collocare intorno al 291-292. Al contrario della coetanea, la santa, pur essendo cristiana, era ancora catecumena poiché non aveva ancora ricevuto il sacramento del battesimo. Secondo l'agiografia cristiana fu lapidata da pagani presenti lungo la Via Nomentana a Roma presso il sepolcro della sorella il giorno del suo funerale, all'epoca delle persecuzioni di Diocleziano.
Emerenziana, che appare costantemente in gruppo con gli altri martiri nelle raffigurazioni più antiche, è raffigurata in un affresco del IV secolo al Coemeterium maius di Roma. Il culto per sant'Emerenziana inizia intorno all'VIII secolo a seguito dell'istituzione di una speciale commemorazione liturgica in suo onore il 23 gennaio, due giorni dopo la festa di sant'Agnese. In seguito la sua commemorazione passò nel Messale e nel Martirologio Romano. Le reliquie della santa furono trasferite intorno all'XI secolo nella basilica di Sant'Agnese fuori le mura a Roma insieme alle spoglie mortali della sorella. Nel 1615, su volere di papa Paolo V, sono state sistemate all'interno di una cassa d'argento e sistemate sotto l'altare maggiore della basilica. Molti altari le sono stati dedicati in altre chiese di Roma, e una chiesa a lei intitolata, del Novecento, che è situata nell'omonima piazza Sant'Emerenziana e che possiede parte delle sue reliquie.

## Musica
Sant'Emerenziana è protagonista dell'omonima azione lirico-drammatica in recitazione e canto composta da Federico Caudana nel 1934.